# イオン小郡ショッピングセンター
イオン小郡ショッピングセンター（イオンおごおりショッピングセンター）は、福岡県小郡市にあるショッピングセンターである。
宝満川沿いの低地に立地し、毎年のように浸水の危機にあっていることから、店舗の敷地を囲む高さ約2メートルの土手と防水版など強靭な浸水対策が特徴的で「要塞」と称される。

## 概要
2013年（平成25年）11月8日に開業。小郡市にはかつて福岡ジャスコ小郡店（1983年3月閉店）が存在しており、およそ30年半ぶりの再進出となった。
当初はイオンモール大牟田とともに2009年開業予定であったが、リーマンショックの影響もあり延期。2013年4月に大規模小売店舗立地法に基づく届出を行った。平屋建てであることから「イオンスーパーセンター形式になるのではないか？」との声もあった。
施設の構成としては、ショッピングセンター本棟のほかにも家電量販店のケーズデンキ」とガソリンスタンドの「ENEOS」が別棟で営業しており、開業当初はイオン九州直営のホームセンター「ホームワイド」もあった（後に閉店）。なお、グランドオープン後はしばらくテナントが埋まらず、すべての専門店が出そろうのは「シマリス小郡」がオープンする2014年2月まで待つこととなった。

### 浸水対策
2018年以降は毎年のように夏季になると豪雨が原因で休業しているほか、2025年現在まで2018年、2019年 2023年、と3回の浸水被害に遭っている。上記の3回の浸水被害からイオン小群は店舗の周りを土手で囲み、出入り口には防水板を設置している。
2018年の平成30年7月豪雨（西日本豪雨）による浸水被害を受け、運営元のイオン九州は浸水対策を段階的に進めた。2019年の令和元年九州大雨でも浸水被害により臨時休業したものの、2018年に設置した約80センチの止水壁が被害軽減につながったことから、敷地境界の植栽を約500メートルに渡ってかさ上げし、高さ最大1・5メートルの土手を築くことにした。敷地出入り口には大雨時に使う高さ約1メートル、店舗玄関にも同約70センチの防水板をそれぞれ設置した。しかし2023年7月9～10日、小郡市内は24時間当たり349ミリの急な豪雨に襲われ、当イオンに3度目となる浸水被害が起きた。 
イオン九州は3度目の被災を受けて2024年2～6月に対策工事に取り組んだ。敷地を囲むように土手を伸ばし、高い所だと2メートル以上にかさ上げした。敷地の出入り口も10カ所から5カ所に減らした。さらに低地にある入り口に設置している防水板を改修し、従来の2倍となる高さ2メートルに変えた。地中からせり上がるタイプで、停電に備えて予備電源も用意した。敷地内の下水や雨水の逆流を防ぐ装置も設置した。

## 沿革
- 2013年
  - 4月19日 - 大規模小売店舗立地法に基づく新設の届出を行う[1]。
  - 10月20日 - イオンふるさとの森植樹祭を開催[7]。
  - 11月8日 - 開業。
- 2014年
  - 2月1日 - デイサービス「シマリス小郡」オープン[8]
- 2018年
  - 7月6日 - 平成30年7月豪雨で浸水し、臨時休業。
  - 9月20日 - 別棟で営業していたホームワイド小郡店（同じく浸水で臨時休業中）がそのまま閉店。
  - 9月29日 - 再オープン。
- 2019年
  - 7月21日 - 令和元年九州大雨で2回目の浸水、臨時休業[9]。
  - 8月9日 - 再オープン。昨年約80センチの止水壁を約200mにわたって設置したことが被害の軽減につながった[10]。本年の被害を受けて、8月に植栽を500mにわたって最大1.5m嵩上げ。
- 2020年
  - 6月27日  - 豪雨で臨時休業。翌28日に再開した。
  - 7月7日  - 令和2年7月豪雨で臨時休業。翌8日再開。周囲はほぼ水没していたが、イオン小郡ショッピングセンターは止水壁と盛り土の効果で被害を受けなかった。
- 2021年8月14日 - 令和3年8月豪雨で臨時休業[11]。
- 2023年
  - 7月10日 - 令和5年7月豪雨で3回目の浸水、臨時休業となった[12]。
  - 7月31日 - 再オープン。

## テナント
イオン小郡店を核店舗とし、別棟としてケーズデンキ・ENEOSがある。
なお、かつてはイオングループのホームセンター「ホームワイド小郡店」も併設されていたが、前述の通り2018年9月20日に閉店。2023年時点で、同店があった建物は閉鎖されている。

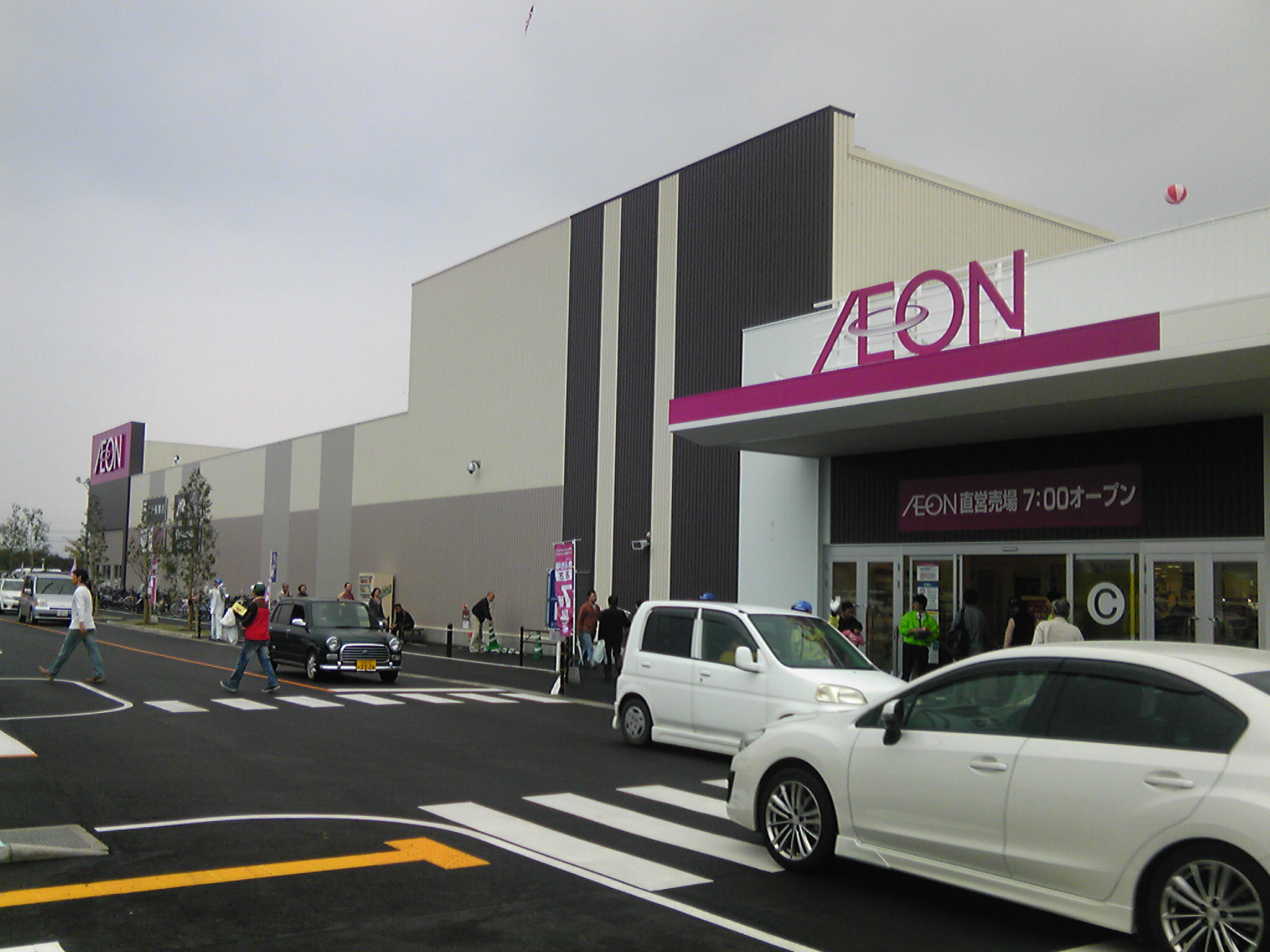
イオン小郡店　店舗入口
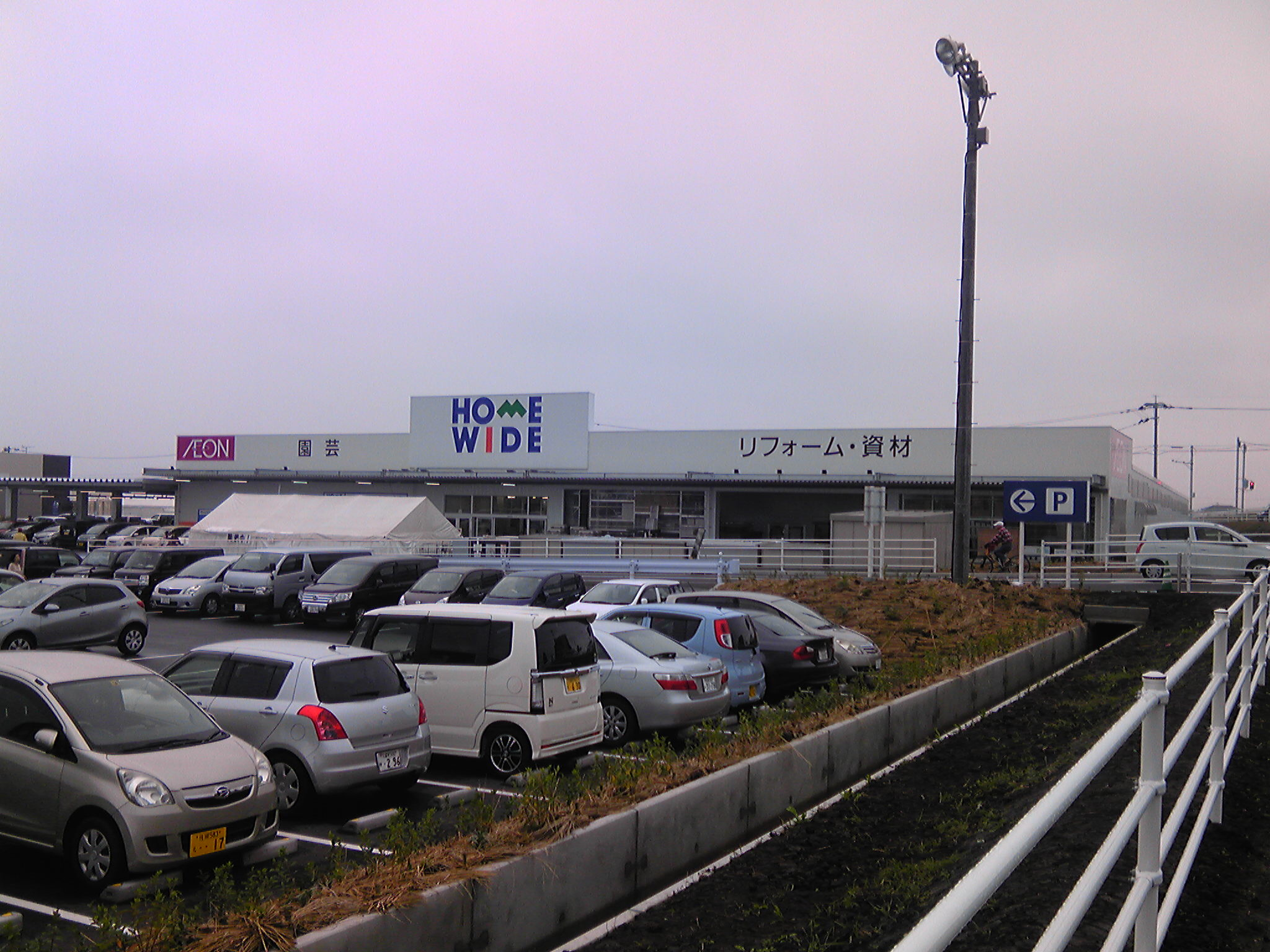
ホームワイド小郡店

## 最寄りの交通機関
- 西日本鉄道天神大牟田線大保駅から東に約800m
- 小郡市コミュニティバスが文化会館 - イオン小郡SC間、光が丘 - 西鉄三国が丘駅東口 - イオン小郡SC - あすてらす間、甘木鉄道今隈駅 - イオン小郡SC - あすてらす間で運行する。文化会館 - イオン小郡SC間の路線は文化会館にて他路線と乗り継ぎとなる。いずれも日祝日は運休。